# دنیس پریه
دنیس پریه (فرانسوی: Denise Perrier‎؛ زادهٔ ۱۳ فوریهٔ ۱۹۳۵) مدل و بازیگر سینما اهل فرانسه است.
از فیلم‌ها یا برنامه‌های تلویزیونی که وی در آن نقش داشته‌است می‌توان به الماس‌ها ابدی‌اند اشاره کرد. وی در سال ۱۹۵۳ به‌عنوان دوشیزه دنیا انتخاب شده‌است.